# カルロス・エルナンデス (ボクサー)
カルロス・エルナンデス（Carlos Hernandez、1971年1月23日 - ）は、アメリカ合衆国のプロボクサー。カリフォルニア州ロサンゼルス出身。元IBF世界スーパーフェザー級王者。

## 来歴
1992年1月23日、エルナンデスはプロデビュー戦を行い4回引き分けでデビュー戦を果たした。
2戦目で初勝利を掴んだエルナンデスは無敗をキープするも1995年9月30日、ネバダ州ラスベガスのシーザーズ・パレス内シーザーズ・タホ・チルコ・マッシモ・ショールームでアーロン・サラテと対戦し12回1-2の判定負けでキャリア初黒星を付けられた。
1996年7月10日、IBC世界スーパーフェザー級王者イサガニ・プーマと対戦し10回6秒TKO勝ちで再起を果たすのと同時に王座獲得に成功した。
1997年11月20日、世界初挑戦。地元ロサンゼルスのオリンピック・アウディトリオでWBC世界スーパーフェザー級王者ヘナロ・エルナンデスと対戦し12回0-3の判定負けで完敗の形で王座獲得に失敗した。
8連勝で持ち直したエルナンデスは2001年5月26日、ミシガン州グランドラピッズヴァン・アンデル・アリーナでWBC世界スーパーフェザー級王者フロイド・メイウェザー・ジュニアと対戦し6回にメイウェザー・ジュニアからキャリア初ダウンを奪うも、その後は持ち直されて苦戦した。12回にはエルボーで減点されてそのまま採点になり、12回0-3の判定負けでまたしても王座獲得に失敗した。
2001年9月15日、両親のルーツでもあるエルサルバドル初登場。サンサルバドルのインターナショナル・フェア・アンピゼァトレでWBCラテンアメリカスーパーフェザー級王者ファン・アンヘル・マシーアスと対戦し8回終了時TKO勝ちを収め王座獲得に成功した。
2003年2月1日、世界再挑戦。ラスベガスのマンダレイ・ベイ・イベント・センターでスティーブ・フォーブスの王座剥奪で空位になったIBF世界スーパーフェザー級王座決定戦をデビット・サントスと行い10回3-0の負傷判定勝ちで王座獲得に成功した。
1試合ノンタイトル戦を挟んで2003年10月4日、ロサンゼルスのステイプルズ・センターで前IBF世界同級王者スティーブ・フォーブスと対戦し10回3-0の負傷判定勝ちで初防衛に成功した。
2004年7月31日、MGMグランドでWBC世界スーパーフェザー級王者エリック・モラレスと対戦し、12回0-3の判定負けでIBF王座2度目の防衛に失敗、WBC王座獲得に失敗し王座から陥落した。
2005年5月28日、後の世界2階級制覇王者ヘスス・チャベスと対戦し12回1-2の判定負けでマルコ・アントニオ・バレラへの挑戦権獲得に失敗した。
2005年10月8日、トーマス&マック・センターで後の世界6階級制覇王者マニー・パッキャオの弟ボビー・パッキャオと対戦し10回1-2の判定負け。
2009年4月4日、元トップアマで後の世界タイトル挑戦者ビセンテ・エスコベドと対戦し10回0-3の判定負けを最後に現役を引退した。

## 獲得タイトル
- IBC世界スーパーフェザー級王座
- WBCラテンアメリカフェザー級王座
- IBF世界スーパーフェザー級王座（防衛1度）